# Drosophila lugubripennis
Drosophila lugubripennis är en tvåvingeart som beskrevs av Oswald Duda 1927. Drosophila lugubripennis ingår i släktet Drosophila och familjen daggflugor.
Artens utbredningsområde är Peru.